# Persone di cognome Byrne
| Questa pagina contiene informazioni ricavate automaticamente dalle voci biografiche con l'ausilio del template Bio e di un bot. L'aggiornamento è periodico e automatico e ricostruisce completamente la pagina. Se manca una persona in questa lista, sei pregato di non aggiungerla, ma accertati piuttosto che la sua voce biografica contenga il template Bio e che i dati anagrafici siano correttamente compilati. Se il template Bio manca, inseriscilo tu stesso o, in alternativa, metti l'avviso {{tmp\|Bio}} che ne segnala la mancanza. Se i dati riportati sono sbagliati, correggi direttamente la voce biografica; le modifiche saranno visibili in questa lista entro pochi giorni. Per chiarimenti vedi il progetto antroponimi. La lista contiene solo le 52 persone che sono citate nell'enciclopedia e per le quali è stato implementato correttamente il template Bio. Pagina aggiornata al 17 ott 2024. |

Questa è una lista di persone presenti nell'enciclopedia che hanno il cognome Byrne, suddivise per attività principale.

## Allenatori di calcio(2)
- David Byrne, allenatore di calcio e ex calciatore inglese (Londra, n. 1961)
- Johnny Byrne, allenatore di calcio e calciatore britannico (West Horsley, n. 1939 - Città del Capo, † 1999)

## Architetti(1)
- Gonçalo Byrne, architetto portoghese (Alcobaça, n. 1941)

## Arcivescovi cattolici(1)
- James Joseph Byrne, arcivescovo cattolico statunitense (Saint Paul, n. 1908 - Dubuque, † 1996)

## Attori(5)
- P. J. Byrne, attore statunitense (Maplewood, n. 1974)
- Eddie Byrne, attore irlandese (Dublino, n. 1911 - Dublino, † 1981)
- Gabriel Byrne, attore e produttore cinematografico irlandese (Dublino, n. 1950)
- Michael Byrne, attore britannico (Londra, n. 1943)
- Thomas Byrne, attore inglese (Hertford, n. 1997)

## Attrici(3)
- Barbara Bryne, attrice e cantante britannica (Londra, n. 1929 - Minneapolis, † 2023)
- Martha Byrne, attrice statunitense (Ridgewood, n. 1969)
- Rose Byrne, attrice australiana (Sydney, n. 1979)

## Attrici pornografiche(1)
- Jasmine Byrne, ex attrice pornografica statunitense (Riverside, n. 1985)

## Batteristi(1)
- Mike Byrne, batterista statunitense (n. 1990)

## Calciatori(13)
- Gerry Byrne, calciatore inglese (Liverpool, n. 1938 - Wrexham, † 2015)
- Jack Byrne, calciatore irlandese (Dublino, n. 1996)
- Jack Byrne, calciatore irlandese (Bray, n. 1902 - Bray, † 1976)
- Jason Byrne, calciatore irlandese (Dublino, n. 1978)
- John Frederick Byrne, ex calciatore irlandese (Manchester, n. 1961)
- Jody Byrne, ex calciatore irlandese (Dublino, n. 1963)
- Kurtis Byrne, calciatore irlandese (Dublino, n. 1990)
- Nathan Byrne, calciatore inglese (St Albans, n. 1992)
- Paul Byrne, ex calciatore irlandese (Dublino, n. 1986)
- Roger Byrne, calciatore inglese (Manchester, n. 1929 - Monaco di Baviera, † 1958)
- Sean Byrne, calciatore irlandese (Dublino, n. 1989)
- Sean Byrne, calciatore irlandese (Dublino, n. 1955 - Melbourne, † 2003)
- Shaun Byrne, calciatore scozzese (Kirkcaldy, n. 1993)

## Canottieri(1)
- Ronan Byrne, canottiere irlandese (Cork, n. 1998)

## Cantanti(3)
- Debra Byrne, cantante e attrice australiana (Melbourne, n. 1957)
- Mary Byrne, cantante irlandese (Dublino, n. 1959)
- Nicky Byrne, cantante irlandese (Dublino, n. 1978)

## Cestisti(1)
- Peter Byrne, ex cestista australiano (Melbourne, n. 1948)

## Costumiste(1)
- Alexandra Byrne, costumista britannica (Amounderness, n. 1962)

## Drammaturghi(1)
- John Byrne, drammaturgo e artista britannico (Paisley, n. 1940 - † 2023)

## Fumettisti(1)
- John Byrne, fumettista inglese (Walsall, n. 1950)

## Giuristi(1)
- David Byrne, giurista e politico irlandese (Newbridge, n. 1947)

## Ingegneri(1)
- Rory Byrne, ingegnere sudafricano (Pretoria, n. 1944)

## Musicisti(1)
- David Byrne, musicista, cantautore e produttore discografico statunitense (Dumbarton, n. 1952)

## Piloti automobilistici(1)
- Tommy Byrne, ex pilota automobilistico irlandese (Drogheda, n. 1958)

## Piloti motociclistici(1)
- Shane Byrne, pilota motociclistico britannico (Lambeth, n. 1976)

## Politici(2)
- Bradley Byrne, politico statunitense (Mobile, n. 1955)
- Brendan Byrne, politico statunitense (West Orange, n. 1924 - Livingston, † 2018)

## Religiose(1)
- Dede Byrne, religiosa, chirurgo e militare statunitense (Stati Uniti)

## Rugbisti a 15(3)
- Shane Byrne, ex rugbista a 15 e imprenditore irlandese (Aughrim, n. 1971)
- Lee Byrne, rugbista a 15 gallese (Bridgend, n. 1980)
- Ross Byrne, rugbista a 15 irlandese (Dublino, n. 1995)

## Scacchisti(2)
- Donald Byrne, scacchista statunitense (New York, n. 1930 - Filadelfia, † 1976)
- Robert Byrne, scacchista e giornalista statunitense (New York, n. 1928 - Ossining, † 2013)

## Scrittrici(1)
- Rhonda Byrne, scrittrice australiana (n. 1951)

## Tenniste(1)
- Jenny Byrne, ex tennista australiana (Perth, n. 1967)

## Vescovi cattolici(2)
- Patrick James Byrne, vescovo cattolico e missionario statunitense (Washington, n. 1888 - Corea, † 1950)
- William Draper Byrne, vescovo cattolico statunitense (Washington, n. 1964)